# Crisi politica ecuadoriana del 2010
La crisi politica ecuadoriana del 2010, conosciuta anche con il nome di 30S (o 30-S) fu una crisi di sicurezza in Ecuador, iniziata come una rivolta della polizia contro la legge sui salari, il 30 settembre 2010, e qualificata da parte del governo di Rafael Correa come un tentativo di colpo di Stato pianificato contro di lui. Diversi giornalisti, analisti politici, altri governi della regione e diverse organizzazioni internazionali utilizzano la stessa espressione per riferirsi a un "tentativo di destabilizzazione", mentre esiste un'importante discrepanza tra le versioni da parte dell opposizione del governo e di vari altri giornalisti e analisti politici, che lo descrivono come una sommossa fortuita la cui violenza è aumentata a causa delle azioni del presidente stesso, il quale prima ha cercato di sfruttare le proteste come piattaforma di propaganda, poi si è servito della storia del presunto colpo di Stato per giustificare ai media la persecuzione politica di chi lo criticava.
Successivamente, i 30S hanno avuto ripercussioni legali dirette e indirette: la più nota a livello nazionale e internazionale è il caso "Correa vs Palacio e El Universo", che ha portato a una sentenza contro Palacio (poi fuggito dall'Ecuador) di 3 anni di carcere e al pagamento di 40 milioni di dollari al quotidiano "El Universo" per gravi diffamazioni sul suo conto pubblicate dallo stesso Palacio nelle colonne del quotidiano e non ritirate dal giornale dopo la domanda dello stesso presidente ecuadoriano, che tuttavia, qualche tempo dopo, perdonò pubblicamente il quotidiano ountuallizzando che "Hay perdono pero no olvido" (c'è il perdono ma non dimentico).
Nell'agosto del 2012 il governo ha dichiarato che il simbolo 30S, e anche 30-S sono marchi registrati ad uso esclusivo del governo, in ricordo ai fatti successi il 30 settembre 2010.

## Inizio ed evoluzione della crisi
La crisi ebbe inizio quando elementi delle truppe della Polizia Nazionale dell'Ecuador, nella mattinata del 30 settembre, organizzarono una protesta contro la legge sul servizio pubblico, approvata dall'Assemblea Nazionale ecuadoregna l'11 agosto 2010, legge per cui la polizia e i soldati venivano integrati con il servizio pubblico, e le istituzioni educative delle Forze Armate e della polizia di Stato venivano assegnati alla giurisdizione del Ministero della Pubblica Istruzione e dei suoi assistenti amministrativi collegati al sistema di istruzione pubblica.
La protesta consisteva nella sospensione dei loro giorni feriali, in posti di blocco e anche nell'impedire l'ingresso in Parlamento, a Quito. Quando il presidente dell'Ecuador, Rafael Correa, andò dai protestanti, fece un discorso in cui affermò di non avere intenzione di cambiare la legge in questione, portando la polizia ad infastidirsi e, poi, a lanciare alcune bombolette di gas lacrimogeni, che avrebbero anche colpito il Presidente. A causa di ciò, esso fu portato dal team di sicurezza presidenziale all'ospedale della Polizia, edificio adiacente a quello dove si svolse la scena precedente, e che venne poi circondato da altri manifestanti. Da lì, Correa dichiarò lo stato d'emergenza e incolpò l opposizione per quello che stava succedendo, costringendo poi tutti i media a trasmettere il segnale della tv nazionale sui loro canali.
Durante lo scontro a fuoco condotto dalle forze speciali ecuadoriane dell'esercito e della polizia contro i ribelli della polizia nazionale, sono state uccise 8 persone e 274 sono rimaste ferite.
La versione del governo è quella di un tentativo di colpo di Stato fatto dall'opposizione per rovesciare il presidente, teoria sostenuta anche da alcune organizzazioni internazionali, come Unasur, ONU, e alcuni mezzi di comunicazione come Telesur. Tuttavia, questa descrizione non è condivisa da altre istituzioni, come i centri di ricerca sulle politiche nazionali e analisti internazionali, i quali descrivono il conflitto come una sommossa andata fuori controllo sia per il governo che per i ribelli.
Nel corso del conflitto i leader e partiti di opposizione hanno annunciato il loro sostegno per l'ordine costituzionale democratico, ma concordando sul fatto che la versione del governo del colpo di Stato è esagerata, e fatta al fine di perseguitare chi gli si oppone e aumentare la propria popolarità. La dichiarazione dell'ONU del gennaio 2012, fatta da un apposito comitato istituito per chiarire i fatti, classificò l'accaduto come "un tentativo di destabilizzazione politica e una minaccia per l'ordine costituzionale e democratico " senza però grandi dettagli sulla vicenda.
Circa un centinaio di persone sono state indagate per la crisi di quei giorni. Quando nel 2011 ci furono diversi processi contro i presunti autori e complici di quello che per il governo di Rafael Correa era stato un tentativo di colpo di Stato e di omicidio, nessuno dei presunti colpevoli fu dichiarato colpevole: il presidente Correa parlò così di un caso di corruzione di giudici in collusione con la stampa privata.

## Asilo politico in Repubblica Ceca per Los Trece
La Repubblica Ceca il 2 luglio 2012 concesse asilo politico all'avvocato Pablo Guerrero Martínez, che insieme ad altre dodici persone, conosciuti con il nome di "Los Trece" fu accusato di sabotaggio e terrorismo per i fatti successi presso il canale pubblico Ecuador TV il 30 settembre 2010. Il governo ceco citò testualmente:
Il quotidiano "El Comercio" tradusse il testo originale "processo politico" in "persecuzione politica" come segue:
Il governo ecuadoriano, attraverso il ministro degli Esteri Ricardo Patiño, affermò: